# ボルクヴァルト コリブリ
ボルクヴァルト コリブリ
ビュッケブルク・ヘリコプター博物館に展示されているボルクヴァルト コリブリの模型
- 用途：多用途ヘリコプター
- 製造者：ボルクヴァルト
- 初飛行：1958年6月8日
- 生産数：2機

ボルクヴァルト コリブリ（Borgward BFK-1 Kolibri、又は Borgward-Focke BFK-1 Kolibri）は、ハインリヒ・フォッケの設計、西ドイツの自動車メーカーのボルクヴァルト社で製作された3座の多用途ヘリコプターである。本機は、第二次世界大戦後にドイツで開発された最初のヘリコプターであった。1958年6月8日にエヴァルト・ロールフスの操縦で初飛行を行い、2機の試作機が製作された。鋼管フレームに金属製外皮が張られた胴体を持ち、羽布張りのV字型尾翼の先端にはテイルローターを備えていた。3枚ブレードの主ローターは鋼管を芯にした木製で、エンジンは出力260 hpのライカミング VO-435-A1Bを搭載していた。容量180Lの燃料タンクを持つ本機は、農業分野での散布作業に使用することができ、最大300 lbsを搭載可能であった。1961年にボルクヴァルト社が倒産すると間もなく、本機の開発は2機の試作機が完成しただけで終了した。

## 要目
出典: Taylor 1974, p. 404
諸元
- 乗員: 1
- 定員: 乗客2
- 全長: 8.3 m （27 ft 3 in）
- 全高: 3.05 m （10 ft）
- ローター直径: 9.4 m （30 ft 10 in）
- 空虚重量: 800 kg （1,764 lb）
- 最大離陸重量: 1,200 kg （2,646 lb）

性能
- 最大速度: 160 km/h （86 kn） 99 mph
- 巡航速度: 140 km/h （76 kn） 87 mph
- 航続距離: 322 km （174 nmi） 200 miles
- 実用上昇限度: 4,500 m （14,764 ft）
- 上昇率: 4.83 m/s （950 ft/min）